# Mitella
Mitella es un género de plantas de flores de la familia Saxifragaceae. Son nativas de las regiones templadas del hemisferio norte.
Son plantas perennes que crecen desde un rizoma y tiene hojas acorazonadas cerca de la base y erectos racimos o espigas de inflorescencias con flores de cinco pétalos. El fruto es una cápsula parecida a una mitra.

## Especies seleccionadas
- Mitella breweri
- Mitella caulescens
- Mitella diphylla
- Mitella diversifolia
- Mitella nuda
- Mitella ovalis
- Mitella pentandra
- Mitella prostrata
- Mitella stauropetala
- Mitella trifida

- Datos: Q144225
- Multimedia: Mitella / Q144225
- Especies: Mitella Saxifragales